# The 500 Hats of Bartholomew Cubbins
The 500 Hats of Bartholomew Cubbins ist ein US-amerikanischer animierter Kurzfilm von George Pal aus dem Jahr 1943.

## Handlung
Der König bereist sein Königreich. Jeder Untertan zieht vor ihm den Hut, nur der junge Bartholomew Cubbins behält seinen auf. Der König fordert ihn auf, den Hut abzunehmen, und Bartholomew Cubbins zieht den spitzen Hut, doch kommt sofort ein neuer Hut zum Vorschein. Er versucht es erneut, doch erscheint stets ein neuer Hut unterschiedlichster Art und Form. Bald ist Bartholomew Cubbins von Hunderten Hüten umgeben, die er für den König abgenommen hat, doch trägt er immer noch einen Hut.
Der König gibt Anweisung, Bartholomew Cubbins zu verhaften. Er wird zum Schloss gebracht, wo ein letzter Versuch unternommen wird, Bartholomew Cubbins hutlos zu machen: Ein Bogenschütze schießt den Hut an die Wand, doch erscheint sofort ein neuer Hut auf dem Kopf des Jungen. Nun will der König Bartholomew Cubbins hinrichten lassen. Das Gesetz jedoch verlangt, dass der Hinzurichtende auf dem Schafott keinen Hut trägt, so dass die Exekution in letzter Sekunde abgebrochen werden muss. Der König gibt schließlich auf. Für einen prächtigen Hut bietet er Bartholomew Cubbins seine Königskrone und Geld an. Nun kann Bartholomew Cubbins den Hut vom Kopf lösen und durch die Krone ersetzen. Mit der Königskrone wird Bartholomew Cubbins in die Freiheit entlassen, während der König fortan mit einem Hut auf dem Kopf regiert, den er zudem nie mehr abnahm – vielleicht, weil er sich nicht traute.

## Produktion
The 500 Hats of Bartholomew Cubbins beruht auf der gleichnamigen Geschichte von Dr. Seuss, die im deutschsprachigen Raum unter dem Titel Die 500 Hüte des Barthel Löwenspross erschien. George Pal realisierte die Geschichte als Puppentrick in Stop-Motion, veränderte dabei jedoch Aspekte der literarischen Vorlage. Bartholomew Cubbins’ Hüte sind in der Vorlage immer identisch und werden erst nach 400 Hüten immer aufwändiger. Bei Pal hingegen wechseln die Hüte in Form und Farbe von Beginn an. Auch das Ende löste Pal anders als die Vorlage. Der Film erschien am 30. April 1943 als Teil der Madcap Models Theatrical Cartoon Series bzw. der Reihe Puppetoon und wurde von Paramount Pictures vertrieben.

## Auszeichnungen
The 500 Hats of Bartholomew Cubbins wurde 1944 für einen Oscar in der Kategorie „Bester animierter Kurzfilm“ nominiert, konnte sich jedoch nicht gegen Tom spielt Feuerwerker durchsetzen.